# قوة صغرى

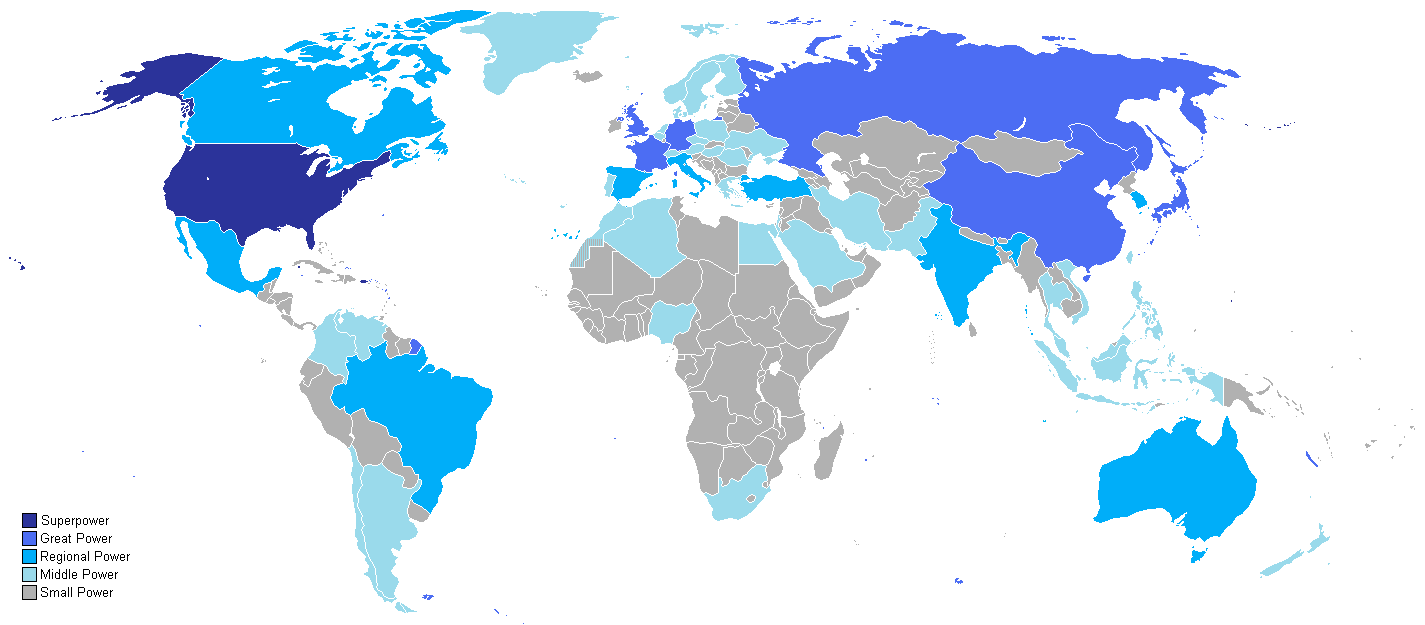
القوى في العلاقات الدولية: القوى العظمى، القوى الكبرى، والقوى الإقليمية، والقوى الوسطى

يتكون النظام الدولي في معظمه من قوى صغرى (بالإنجليزية: Small powers) أو دول صغرى (بالإنجليزية: Small states). في حين أن القوة الصغرى في النظام الدولي قد لا تساوي أو تفوق تأثير القوى الأكبر، بيد أنها يمكن أن تؤثر على طريقة عمل النظام الدولي مع القوى الأخرى. جاء إضفاء الصفة الرسمية على التقسيم بين القوى الصغرى والقوى الكبرى بتوقيع معاهدة شومونت في عام 1814. وقبل ذلك كان الافتراض أن جميع الدول المستقلة كانت نظريًا متساوية بصرف النظر عن القوة الفعلية والمسؤوليات. منذ النصف الثاني من القرن العشرين، قلصت كتلتا قوة القطبين المجال المناورة الاستراتيجي للجهات الفاعلة الأصغر.
وفقًا لدراسة استعراضية عام 2017، «ما يمكن للباحثين الاتفاق عليه هو أن الدول الصغرى تفضل بشكل عام تعددية الأطراف كطريقة للتأثير ووسيلة لتقييد الدول الأكبر. تشير دراسات الدول الصغرى المؤثرة إلى أنها قادرة على تطوير سلطة خاصة بقضية محددة للتعويض عما يفتقرون إليه في القوة الهيكلية الكلية، لذلك يمكن للدول الصغرى أن تطور قوة غير متناسبة مع حجمها في القضايا القليلة ذات الأهمية القصوى بالنسبة لهم. بالإضافة إلى تحديد الأولويات، استخدمت الدول الصغرى بنجاح استراتيجيات بناء التحالفات وبناء السمعة: رغم أن إدارات الدولة الصغرى تفتقر إلى موارد نظرائها الأكبر حجماً، فإن مسؤوليتها غير الرسمية والمرونة واستقلالية دبلوماسييها يمكن أن تثبت فائدتها في المفاوضات وفي الأوساط المؤسسية.»
في عام 1945، كان هناك 74 دولة مستقلة ولكن اليوم ثمَّة 193 دولة. نتيجة لذلك، فإن العديد من بلدان اليوم صغيرة جدًا. أكثر من نصف تلك الدول أصغر حجمًا من ماساتشوستس. وحتى عندما لا تتشكل أية بلدان جديدة، فإن الصراع العرقي والانفصالية الإقليمية وقوى الطرد المركزي المختلفة تكون قيد التأثير. غالبًا ما تأخذ النزعة الإقليمية والانفصالية مظاهر سلمية نسبيًا، كما في حالة كيبيك أو كاتالونيا. في حالات أخرى، أدت الانفصالية إلى العنف، كما في منطقة الباسك أو في البلقان.

## القِوى الكبرى والصغرى
تركز جميع دراسات القوة في العلاقات الدولية تقريبًا على سياسات القوى الكبرى، ولهذا السبب لن تُناقش هنا. وكما لاحظ لازلو ريكزي، فإن حالة القوة تعتمد على صفة وسِعة العنف: "إذا كانت فكرة الحرب غير معروفة في العلاقات الدولية، فلن يكون لتعريف «القوة الصغرى» أي أهمية ؛ تمامًا كما في الحياة الداخلية لدولة ما. ليس له أية أهمية سواء كان الرجل أقل طولًا أو لديه بنية أضعف من زميله المواطن.
أُجرِيت معظم دراسات الدول الصغرى التي تشكل الركيزة الأساسية لأسلوب أبحاث القوة الصغرى في ذروة حركة عدم الانحياز من قبل علماء مثل ديفيد فيتال وروبرت روثستاين وموريس إيست وروبرت كيوهان.
تزامن ضعف حركة عدم الانحياز خلال سبعينيات القرن الماضي مع انخفاض تدريجي في دراسات الدول الصغرى، وبلغت ذروتها في تقييم بيتر بير النقدي لأسلوب الأبحاث حيث شكّك بصفة الصِغر كإطار مفيد للتحليل. أُخِذت فئة القوى الصغرى بعين الاعتبار بجدية لأول مرة مع دراسة ديفيد ميتراني حول الحكومة العالمية (باللاتينية: pax oecumenica) في عام 1933. جادل ميتراني بأن المجتمع الدولي يتكون فقط من طبقتين من سلطات الدولة: كبرى وصغرى.
يرى أسلي توجي أن القوى الكبرى والقوى الصغرى تميز نفسها عن طريق أنماط السلوك. القوى الصغرى ليست بقوى كبرى صغيرة الحجم والمقاييس، وليست بدول صغيرة للغاية متضخمة.
أورد عالما الاقتصاد أليسينا وسبولاري إيجابيات الدولة الكبرى متضمنةً (على سبيل المثال لا الحصر) أن تكون أقل ضعفًا من الناحية الاقتصادية وقوية عسكريًا وانخفاض أسعار السِلع العامة والقوة الإدارية الأكبر وقوة دبلوماسية أكبر. يمكن للدول الصغرى الدخول في تحالفات عسكرية، ولكن بشكل عام، يحدد الحجم مدى القوة العسكرية. من المنطقي أن تتشكل سياسة خارجية للدولة الصغرى للتغلب على نقص القدرات التي تواجهها داخل هذه المناطق. خذ على سبيل المثال القوة الاقتصادية إذ يمكن للدول الكبرى تحويل الأموال من مناطق الازدهار إلى المناطق التي لا تتمكن معظم الدول الصغرى من تحويلها إليها، ما يجعلها أكثر عرضة للتقلبات المؤقتة والتقلبات الاقتصادية. ذكر أليسينا وسبولوري أنه إذا كانت هناك فوائد فقط من الحجم، فينبغي أن يكون الاتجاه هو تنظيم العالم بأسره في دولة واحدة. إذ يقترحان أن عدد الدول في النظام الدولي من المرجح أن يزداد وأشارا لبعض الأسباب. أولاً، عملية الدمقرطة. يفضل الديكتاتوريون الدول الكبيرة حتى يتمكنوا من الحصول على إيرادات أكبر. المزيد من الديمقراطيات تؤدي إلى المزيد من الدول. السلام هو أيضا سبب. يمكن للدول الصغيرة أن تعيش بسهولة أكبر وأن تكون مستقرة في عالم يسوده السلام. تلعب التجارة الحرة والتكامل الاقتصادي الدولي أيضًا دورًا كبيرًا. تستطيع الدول الصغيرة الوصول إلى الأسواق التي تعتمد على المزيد من التجارة الحرة والتكامل الاقتصادي – ما يقود إلى مزيد من الدول. وجود المؤسسات الدولية لتنسيق السياسات السياسية والاقتصادية يلعب أيضًا دوراً وكذلك القانون الدولي الأكثر شمولاً وحقوق الملكية المحددة بشكل أفضل.

## تعريف القوى الصغرى
لا يوجد تعريف واحد للقوى الصغرى. لذلك، عُرِّفت بطرق مختلفة. كما يشير البروفيسور ثورهالسون والبروفيسور ستينسون، فإن النقص في الموارد والقدرات التي تحدد السلطة والنفوذ أمر أساسي لمعظم تعاريف القوى الصغرى. ومع ذلك يبقى العامل الأكثر شيوعًا لتحديد حجم الدولة هو حجم السكان. إلى جانب حجم السكان، تُستخدم متغيرات أخرى مثل الأراضي والاقتصاد والقدرات العسكرية.
على الرغم من أن العامل الأكثر شيوعًا في تحديد القوى الصغيرة هو حجم السكان، لا يوجد اتفاق حول كيفية تعريف الدول المكتظة بالسكان كقوى صغرى أو متوسطة. الرغم أن الدول التي يقل عدد سكانها عن 10 أو 15 مليون نسمة تعتبر صغرى من قِبل معظم الأكاديميين، إلا أن الدول التي يصل عدد سكانها إلى 30 مليون نسمة تعتبر في بعض الأحيان صغرى أيضًا. ومع ذلك، ينظر آخرون إلى الحجم كمفهوم نسبي حيث يعتبر تأثير القوى الكبرى أكبر بكثير وتأثير القوى المتوسطة أكبر بشكل معتدل من تأثير القوى الصغرى. بالإضافة إلى ذلك، فإن الدول الصغرى بالكاد تمتلك القدرات للتأثير على النظام الدولي.
من الواضح تمامًا أن هذا «الصِغر» ليس منهجيًا، ولكن كما صرّح لونغ مع آخرين، فإن الحجم المنخفض يعتمد حقًا على الظروف. وبالتالي، فإن مفهوم الدولة وكذلك مفهوم القوة لا يترتب عليهما عامل واحد فقط، إنما الكثير من العوامل مثل أسواق السكان أو الناتج المحلي الإجمالي أو المؤشرات العسكرية. لإيجاد نتيجة متوازنة، نحتاج إلى تمييز الأساليب الكمية والنوعية لتحليل وتحديد حالة صغيرة. في الواقع، يمكن أن يتطور جانب الصِغر والعظمة بمرور الوقت كما يشير فيتال، فإن جميع الدول تمتلك جوانب القوة والضعف. في مقاربة واقعية لنظرية الدول الصغرى، يمكننا أن نلاحظ كيف تُعرَّف القوى الصغرى في الغالب من خلال افتقارها الفعلي للسلطة، وهذا بالطبع ليس هو الحال. فهي على سبيل المثال متعلقة تمامًا «بمنطقة IR»، سواء بالنسبة للجانب السياسي أو الاجتماعي. يمكن أن يكون هذا، وفقًا لتشونغ وماس (2010) مؤشرا على القوة، بشكل أكثر دقة «قوة السياسة الخارجية».
على سبيل المثال، يقترح ثورهالسون إطارًا يشابك عوامل متعددة. في هذا الصدد، هناك عوامل مثل، الحجم الثابت (السكان والإقليم) وحجم السيادة (الدرجة التي تتحكم بها الدولة في شؤونها الداخلية وحدودها وكونها معترف بها) والحجم السياسي (القدرات العسكرية والإدارية والتماسك الداخلي وتوافق السياسة الخارجية) والحجم الاقتصادي (الناتج المحلي الإجمالي وحجم السوق والتنمية)، والحجم الإدراكي (كيف تُدرك الدولة سواء من قبل الجهات الفاعلة الداخلية أو الخارجية)، وحجم التفضيل (الأفكار والطموحات وأولويات النخب المحلية فيما يتعلق بدورها في النظام الدولي)، تعطى جميعها قيمة متساوية بدلاً من عامل واحد فقط.

## قائمة القوى الصغرى
فيما يلي قائمة بالدول التي توصف بأنها قوى صغيرة:
- ألبانيا[14]
- أنغولا[15]
- أرمينيا[15]
- البوسنة والهرسك[14][15]
- بلغاريا[16]
- كوستاريكا[15]
- كرواتيا[15][17]
- إستونيا[15][18]
- آيسلندا[18][19]
- لاتفيا[20]
- ليتوانيا[21]
- الجبل الأسود[14]
- مقدونيا الشمالية[14]
- صربيا[14]
- سلوفاكيا[22]
- سلوفينيا[15][18]
- سورينام[18]